# سكيتر بوي
"Sk8er Boi" هي ثاني أغنية منفردة من الألبوم الأول للمغنية الكندية آفريل لافين بعنوان "Let Go"، وتعد من أكثر أغاني لافين نجاحا حتى الآن، لما يطغى عليها من أسلوب البانك والشعور بالعفوية والحيوية والنشاط.
تم إطلاق الأغنية في أغسطس 2002، وحلت في المرتبة العاشرة في "Billboard Hot 100" ، لتكون ثاني أغنية لها تصل إلى العشرة الأوائل في تلك القائمة، كما تمكنت من الوصول إلى المراتب العليا في العديد من الدول بما فيها المرتبة الأولى في إسبانيا، والثالثة عشرة في كندا.
اعتبرت هذه الأغنية من قبل نقاد About.com أفضل أغنية للافين على الإطلاق ، وثامن عشرة أفضل أغنية لعام 2002.

## حول الأغنية
اجتمعت لافين مع فريق "The Matrix"، والذين اجتمعت معهم لكتابة أغنيتها الناجحة الأولى "Complicated"، كما أنتجت من قبل ذلك الفريق. إن التميز في الأغنية يكمن في القوة والسرعة الموجودة في الإيقاع الذي تسيطر عليه ألحان الإيتار القوية، وفي النمط المتمرد والحيوي الذي تقوده مغنية بوب أنثى ومراهقة، مما يبرز اختلافها الشديد عن مغنيات البوب الأخرى ات. كما أن الأغنية تحكي قصة، وهذا الأمر غير معتاد في الكثير من الأغاني الناجحة.
إن الخطأ الإملائي في "Sk8er Boi"، والذي يقصد به "Skater Boy" مقصود بهدف إضافة بعض المتعة إلى العنوان يضاهي متعة وجو الأغنية.
كان من المقرر تحويل الأغنية إلى مشروع سينمائي عام 2003، من قبل شركة "Paramount Pictures" ، إلا أن المشروع قد توقف بعد فترة.

### معنى الأغنية
تتحدث الأغنية حول قصة فتى مراهق متمرد نوعا، وقد وقع في حب مراهقة أخرى تهتم كثيرا بالمظاهر، وهي تبادله الشعور نفسه، إلا أن أصدقائها يعترضون على مصادقتها لذلك الفتى بحجة أنه لا يرقى إلى مستواهم، فعزفت عنه خشية فقدانها لأصدقائها.
وبعد خمسة سنوات، تجد الفتاة نفسها وحيدة مع طفلها (يوحي هذا بأنها أم وحيدة وقد تركها أب الطفل)، ثم تسمع بأمر ذلك الفتى الذي نظرت نحوه باحتقار وقد أصبح نجم روك مشهور، لذلك فهي تندم على قرارها السابق، وعلى تقديرها للأشخاص بحسب مظاهرهم عوضا عن شخصيتهم. كذلك، تظهر المقاطع في النهاية بأن آفريل قد أصبحت صديقة مقربة للفتى.
إن المغزى من القصة موجود في إحدى عبارات الأغنية "There is more than meets the eye...I see the soul that is inside"، بمعنى أن قلب الشخص وروحه الطيبة هي التي تهم في نهاية المطاف.
يقال أن الأغنية مستوحاة من حياة لافين، حيث أرادت أن تصادق شاب، لكنه رفضها بسبب مظهرها، وأراد أن يغير شخصيتها بحسب ما يناسبه. كما تصرح بعض المجلات أن القصة مستوحاة من حياة صديق للافين، مر بالتجربة نفسها.

## الفيديو

لافين تغني أمام الحشود في الفيديو

تبدأ الأغنية بمجموعة من الأشخاص، وهم يحاولون نشر خبر حفل لافين الموسيقي «الغير رسمي»، وذلك بالطلي على الجدران، ولصق الملصقات وتوزيعها، ثم تبدأ لافين بالغناء وهي تتجه نحو موقع الحفل مع فرقتها، مستعرضة بعض الحركات الغريبة والمضحكة. يقام الحفل وسط مجموعة كبيرة من السيارات، ثم تركب لافين فوق سيارة وتبدأ في الغناء أمام الحشود وهي تقوم بتخريب السيارة - حيث أنها تقفز فوق السطح وتحطم النافذة الأمامية بغيتارها.
لكن الحفلة تنتهي بوصول الشرطة والمروحية العسكرية، بسبب زيادة عدد الحشود بشكل ضخم وخروج الأمور عن السيطرة، إلا أن النهاية غير معروفة. يذكر أن أخت لافين الصغرى قد ظهرت في خلفية الأغنية (شاهد الفيديو).
ظهرت بعض الملاحظات في الفيديو، فقد ظهرت لافين في بداية الأغنية وهي ترتدي قبعة وبنطلون قصير أزرق اللون، بينما تختفي القبعة وترتدي بنطلون أطول وأسود اللون عند غنائها فوق السيارة.
إلى جانب ذلك، فقد انتبه الكثيرون للقميص الذي كانت ترتديه، حيث وجد عليه شعار مدرسة ابتدائية موجودة في ولاية كارولينا الشمالية، مما أدى إلى تهافت المعجبون لشراء هذه القمصان، لدرجة أن المدرسة قد تمكنت من شراء أجهزة الكمبيوتر من عائدات بيع القمصان.

## قائمة الأغاني

### قائمة الأغاني الأساسية
1. "Sk8er Boi"
2. "Get Over It"
3. "Nobody's Foll" (بث حي)
4. "Sk8er Boi" (فيديو)

- توجد بعض القوائم المختلفة بحسب الفورمات الذي صدر فيه، حيث توفر فقط الأغنيتان دون البث الحي والفيديو، كما توجد بعضها بإضافة واحدة فقط.

### B-Side الأغنية
1. "Get Over It"

## الجوائز
تلقت الأغنية ترشيحا لجائزة الغرامي كأفضل أداء صوتي في فئة الروك، كما حازت على جائزة الأغنية المفضلة بحسب اختيار الأطفال في جوائز "Nickelodeon" (انظر أيضا الجوائز التي حازت عليها أغنية "Sk8er Boi").

### الشهادات العالمية
- أستراليا: بلاتينوم (70,000)
- الولايات المتحدة: غولد «ذهبية» (100,000 تحميل) / بلاتينوم (50,000) [الفيديو]

## القوائم العالمية
حققت الأغنية نجاحا باهرا من ناحية القوائم، بوصولها إلى المرتبة العاشرة في "Billboard Hot 100"، وتربعها في المراكز العشرة العليا في عدة دول، إضافة إلى بقائها لمدة 44 أسبوعا في القوائم اليابانية.
| القوائم (2002)                           | المرتبة |
| ---------------------------------------- | ------- |
| القائمة النيوزيلندية للأغاني المنفردة    | 2       |
| Los 40 Principales (إسبانيا)             | 1       |
| قائمة هونغ كونغ للأغاني المنفردة         | 1       |
| قائمة BDS Airplay الكندية                | 13      |
| القائمة الكندية للأغاني المنفردة         | 28      |
| أعلى 40 (إيطاليا)                        | 10      |
| Osakan Hot 100 (اليابان)                 | 10      |
| U.S. Billboard Hot 100                   | 10      |
| القائمة البريطانية للأغاني المنفردة      | 8       |
| القائمة الإيرلندية للأغاني المنفردة      | 6       |
| قائمة "ARIA" الأسترالية للأغاني المنفردة | 3       |
| القائمة العالمية                         | 6       |
| أعلى 100 (المكسيك)                       | 5       |
| أعلى 40 (الولايات المتحدة - ARC "Radio") | 1       |
| القائمة السويدية                         | 12      |
| القائمة العالمية المتحدة                 | 7       |
| القائمة الفنزويلية                       | 6       |

## وصلات خارجية
- كلمات أغنية "Sk8er Boi"
- فيديو "Ska8er Boi"